# Stepper Point
Stepper Point è un promontorio a nord della Cornovaglia in Inghilterra. Il promontorio ha un'altezza di 74 metri. Stepper Point e Pentire Point si trovano su entrambi i lati della foce del fiume Camel; Stepper a sud-ovest e Pentire a nord-est.
In cima al promontorio c'è un punto notevole, costruito come segnaletica per la navigazione nella zona. Era chiamato localmente the Daymark. C'è anche un edificio della guardia costiera sul promontorio.
Il South West Coast Path corre lungo la costa del promontorio. Il sentiero lungo 5 km da Padstow a Stepper Point è facile da percorrere e non troppo ripido. Le barche turistiche spesso navigano intorno al promontorio sulla strada per Padstow, che si trova nelle vicinanze.